# 이바노프 (희곡)
이바노프는 안톤 체호프의 작품이다.
모스크바의 코르쉬 극장장의 요구로 만들어져 1887년 초연되었다. 안톤 체호프가 10일 만에 완성한 작품이다. 성공적인 초연에도 불구하고, 안톤 체호프는 이바노프를 부끄러운 작품이라고 생각했다. 안톤 체호프는 그의 형에게 보내는 편지에 이바노프에 대해 "내 작품 같지가 않아", "배우들이 자신의 역을 잘 이해하지도 못하고, 대사도 이해 하지 못하는 것 같아."라고 썼다.
결국, 안톤 체호프는 수정에 수정을 거듭하였고, 초기의 이바노프와는 비교할 수 없을 정도로 훌륭한 수정본을 만든다. 이 수정본은 1889년 상트 페테르부르그에서 처음 상연되었다. 공연은 성공적이었으며, 이바노프는 안톤 체호프의 대표 작품들의 초석이 되었다.

## 등장 인물
- 니콜라이 이바노프 - 농협일을 관장하는 공무원. (안톤 체호프는 니콜라이 이바노프를 삶의 의욕도, 아내의 사랑도 잃은 전형적인 사회 지도계층의 우울한 러시아인으로 묘사했다.)
- 안나 - 이바노프의 아내(이바노프와 결혼 생활 5년째. 결핵을 앓고 있지만 아무에게도 말하지 않는다. 이바노프와 결혼하기 위해 유대교를 버리고 러시아 정교회로 개종했다.)
- 파벨 레베데프 - 지방의회 의장.(나이차는 좀 나지만 이바노프와 젊은 시절 뜨거운 열정을 같이 한 친구 .)
- 지나이다 - 레베데프의 아내. (이바노프에게 상당한 돈을 빌려준 부유한 대금업자.)
- 사샤 - 레베데프의 딸(20대. 이바노프에게 홀딱 빠져있다.)
- 예브게니 르보프 - 정직한 젊은 의사.(극 중 내내 이바노프를 교화시키려고 노력한다.)
- 샤벨스키 백작- 이바노프의 어머니쪽 삼촌.(장난끼 가득한 노인.)
- 마르파 바바키나 - 나이어린 미망인.( 부유한 사업가의 딸로 수많은 부동산의 소유자. 백작부인이라는 칭호를 얻기위해 샤벨스키에게 적극적인 태도를 취하고 있다.)
- 미하엘 보르킨 - 이바노프의 먼 친척.(부동산 관리자. 다소 우스꽝스러운 사람)
- 드미트리 코시크 - 세무국 직원

## 개요
- 1막

이 연극은 니콜라이 이바노프에 대한 이야기이다. 이바노프는 안나 페트로프나와 결혼한 지 5년째이다. 안나는 결핵에 걸렸지만 아무에게도 이 사실을 알리지 않는다. 이바노프의 먼 친척이자 이바노프의 부동산을 관리해 주고 있는 미하일 브로킨은 마을 사람들에게 항상 쉽게 돈버는 방법을 알려주겠다며 허풍을 떤다. 정직한 의사 르보프는 이바노프에게 안나가 결핵에 걸려 죽어가고 있으니, 그녀를 크림반도로 데리고 가 휴식을 취할 수 있게 해주라는 조언을 한다. 그러나, 이미 지나이다에게 9000 루브르를 빌린 이바노프에게는 아내를 크림반도로 데리고 갈 능력이 없다. 마을 사람들이 아픈 아내를 내버려두고 레베데프의 집에서 많은 시간을 보내고 있는 이바노프를 나무라지만 이바노프는 여전히 레베데프의 집에 들락거린다. 1막은 레베데프의 집으로 향하고 있는 이바노프를 안나와 르보프가 뒤쫓는 장면에서 끝난다.
- 2막

레베데프의 집에서 한바탕 파티가 벌어지고 있다. 파티에 참석한 사람들이 이바노프가 안나랑 결혼한 이유는 유산때문이라고 수군거리고 있다. 하지만, 사실 안나는 러시아 정교회를 믿는 이바노프와 결혼 함과 동시에 유산 상속 자격을 상실했다. 2막은 이바노프와 사샤가 키스를 하고 있고, 하얗게 질린 안나가 이를 몰래 지켜보는 장면에서 막이 내린다.
- 3막

이바노프는 자신의 무기력함을 여러 측근들에게 하소연하지만 하무도 그의 말을 들어주지 않는다. 사샤는 보름동안이나 만나지 못했다며 이바노프의 집으로 찾아온다. 이를 안 안나와 이바노프가 다투는 중에, 자신을 믿어주지 않는 아내에게 거친 욕을 하며 "당신은 지금 결핵으로 곧 죽는다."라고 소리치는 장면에서 막이 내린다.
- 4막

(1년 후) 안나는 세상을 떠났다. 사샤의 적극적인 구애로 이바노프와 사샤의 결혼식이 막 시작할 무렵 르보프가 등장한다. 르보프는 "이바노프는 유산때문에 사샤와 결혼하려 할 뿐, 사샤를 전혀 사랑하지 않아. 비열한 자식!"이라며 이바노프의 비밀을 폭로한다.모든 사람들이 자신의 말을 들어주지 않고 스스로 고독하다고 생각한 이바노프는 스스로에게 권총을 겨누고 자살한다.